# Atractanthula johni
Espèce
Atractanthula johni est une espèce de cnidaires de la famille des Botrucnidiferidae.

## Systématique
Le nom valide complet (avec auteur) de ce taxon est Atractanthula johni Leloup, 1964.